# Соколув-Дольни
Соколув-Дольни (пол. Sokołów Dolny) — село в Польщі, у гміні Собкув Єнджейовського повіту Свентокшиського воєводства.
Населення — 525 осіб (2011).
У 1975-1998 роках село належало до Келецького воєводства.

## Демографія
Демографічна структура на день 31 березня 2011 року:
|          | Загалом | Допрацездатний вік | Працездатний вік | Постпрацездатний вік |
| -------- | ------- | ------------------ | ---------------- | -------------------- |
| Чоловіки | 280     | 55                 | 201              | 24                   |
| Жінки    | 245     | 45                 | 155              | 45                   |
| Разом    | 525     | 100                | 356              | 69                   |